# Por lo menos hoy
Por lo menos hoy es el sexto álbum de estudio del grupo uruguayo No Te Va Gustar, grabado entre junio y julio de 2010, y puesto a la venta el 1 de octubre del mismo año. Los cortes de difusión de este álbum fueron: «Cero a la izquierda», «Tu defecto es el mío», «Chau» y «Arde». Fue grabado y mezclado por Diego Verdier durante los primeros días de junio en los estudios Elefante Blanco de Montevideo. Esta producción contó también con la participación de algunos invitados como Luciano Supervielle (Scratch en «Chau» y «Con el viento»), Juanchi Baleirón (Voz en «Volar» y Pedal Steel en «Nunca más a mi lado»), Chango Spasiuk (Acordeón en «Nunca más a mi lado»), Fabián Krut (Voz en «Con la misma vara») y un Coro Góspel grabado en Atlanta, Georgia, para la canción que cierra el álbum.

## Lista de canciones
| Número de pista | Título                 | Duración | Autor               |
| --------------- | ---------------------- | -------- | ------------------- |
| 01              | «Ángel con campera»    | 4:40     | Emiliano Brancciari |
| 02              | «Cero a la izquierda»  | 4:09     | Emiliano Brancciari |
| 03              | «Chau»                 | 4:56     | Emiliano Brancciari |
| 04              | «Con el viento»        | 1:57     | Emiliano Brancciari |
| 05              | «Arde»                 | 4:37     | Emiliano Brancciari |
| 06              | «Los indiferentes»     | 4:48     | Emiliano Brancciari |
| 07              | «Volar»                | 5:24     | Marcel Curuchet     |
| 08              | «Tu defecto es el mio» | 3:08     | Emiliano Brancciari |
| 09              | «Memorias del olvido»  | 4:54     | Emiliano Brancciari |
| 10              | «Con la misma vara»    | 3:30     | Emiliano Brancciari |
| 11              | «Nunca más a mi lado»  | 3:40     | Martín Gil          |
| 12              | «El equilibrista»      | 5:31     | Emiliano Brancciari |

## Músicos
- Emiliano Brancciari: Voz y guitarra principal.
- Pablo Coniberti: Segunda guitarra.
- Guzmán Silveira: Bajo.
- Diego Bartaburu: Batería.
- Denis Ramos: Trombón.
- Martín Gil: Trompeta.
- Mauricio Ortiz: Saxo.
- Marcel Curuchet: Teclados.
- Gonzalo Castex: Percusión, batería y guitarra.

## Dedicado a
Felipe Ortiz, Santino Brancciari, Candelaria Salerno, Mia Moreno, Lorenzo Trucco, Elenita Bortagaray Gil, Lucia Ramos, Eddy Ramos, Abuela Chela, Abuelito Marce y a la Selección Uruguaya de Fútbol.

## Frase final
"Gracias a todos los que confían y nos quieren".